# Total Trust
Total Trust ist ein 2023 erschienener Kino/TV-Dokumentarfilm. Der Film ist eine internationale Koproduktion der Filmtank GmbH in Koproduktion mit der Interactive Media Foundation, Witfilm, ZDF/ARTE sowie NTR. Gefördert wurde der Film von MOIN Filmförderung Hamburg-Schleswig-Holstein, MFG Baden-Württemberg, Netherlands Fimfonds, Cobo und Eurimages. In Zusammenarbeit mit Chicken & Egg Pictures sowie BBC Storyville. 
Der Film begleitet drei Frauen und deren Familien im Kampf gegen die allgegenwärtige staatliche Überwachung und soziale Kontrolle der Bevölkerung in China.
Die digitalen Möglichkeiten sozialer Kontrolle in China haben zu einem noch nie da gewesenen Maß staatlicher Überwachung geführt. Durch Selbstzensur oder durch das Ausspionieren der Nachbarn – die Überwachung erfasst nicht nur die von der Regierung als Bedrohung empfundenen Personen, sondern immer mehr und immer totaler auch den Normalbürger: Ob man Blumen kauft, sein Kind zur Schule bringt oder nachts den Müll rausbringt. Big Data und digitale Technologien werden bereits als Waffen eingesetzt, um Freiheiten zu beschneiden. Schritt für Schritt verändert sich so das soziale und politische Verhalten der Chinesen. Mit dem Dokumentarfilm „Total Trust“ gelingt der in den USA lebenden chinesischen Filmemacherin Jialing Zhang ein exklusiver und bis dahin einmaliger intimer Einblick in das Innere Chinas. Sie erzählt eine zutiefst beunruhigende Geschichte über Technologie, (gegenseitige) Überwachung, (Selbst-)Zensur und Machtmissbrauch und kritisiert dabei eine sich immer weiter verschärfende Einschränkung von Menschenrechten, insbesondere der Bewegungs- und Meinungsfreiheit.
Der Film befasst sich unter anderem mit dem Schicksal des Menschenrechtsanwalts Wang Quanzhang und seiner Ehefrau Li Wenzu, die mit Aktionen jahrelang für dessen Freilassung gekämpft hat. Dabei wirft der Film über das chinesische System hinausgehende Fragen zum Umgang mit neuen Technologien und deren Gefahren auf.

## Auszeichnungen
- Grimme-Preis, 2025
- Deutscher Dokumentarfilmpreis, Hauptpreis beim SWR Dokumentarfilmfestival[1], Juli 2024
- Doc New York, November 2023, Winner: Grand Jury Prize[2]
- Sheffield DocFest, Juni 2023, Special Mention Tim Hetherington Award
- Millennium Docs Against Gravity, Mai 2023, Special Mention Amnesty International Poland Award, (Warschau)
- Beldocs, Mai 2023, Nominierung Wettbewerb The Future of Freedom (Belgrad)
- Hot Docs, April 2023, Nominierung (Toronto)
- Its all true, April 2023, Winner, International Competition (Rio de Janeiro, São Paulo)
- Movies that matter März 2023, Nominierung Camera Justitia (Den Haag)
- CPH:DOX, März 2023, Weltpremiere, Nominierung International Competition DOX:AWARD (Kopenhagen)